# 丸山宗利
丸山 宗利（まるやま むねとし、1974年4月30日 - ）は、日本の昆虫学者、著述家。九州大学総合研究博物館准教授。アリやシロアリと共生する昆虫の分類や生態解明が専門分野だが、研究対象は多岐にわたる。
東京都出身。東邦大学理学部卒業。北海道大学大学院農学研究科博士課程修了。博士（農学）。

## 来歴
1974年、母の実家のある静岡県に生まれる。その後、東京都の新宿区、江戸川区で幼少期を過ごす。
獨協高等学校を卒業後、東邦大学理学部生物学科に進学する。大学3年生の3月から千葉県立中央博物館に通い、ハネカクシの分類学的研究を始める。卒業研究ではヒメキノコハネカクシ属27種を扱い、5本の論文として出版された。
1998年に北海道大学大学院農学研究科の昆虫体系学教室に進学する。修士論文では広義のアリノスハネカクシ属を扱う。
2000年から日本学術振興会特別研究員 (DC1)に採用され、同研究室の博士課程を3年で修了する。博士論文では好蟻性ヒゲブトハネカクシ亜科を扱う。
2003年から日本学術振興会特別研究員 (PD)に採用され、国立科学博物館にて研究を行う。
2006年から日本学術振興会海外特別研究員に採用され、フィールド自然史博物館（シカゴ）にて研究を行う。
2008年に九州大学総合研究博物館助教に着任する。2017年から同准教授に昇任する。
2012年に自身の半生を綴った『アリの巣をめぐる冒険』（東海大学出版会）を出版する。この本がきっかけとなり、2015年に『情熱大陸』（毎日放送）に出演する。
2014年に出版した『昆虫はすごい』（光文社）がベストセラーとなる。
2017年にCurrent Biology誌から出版されたアリ型ハネカクシの収れん進化に関する論文が、重要な教科書的な成果と国際的に高い評価を受けた。

## 人物
- ３歳まで東京の新宿で暮らす。当時住んでいたアパートの向かいの空き地で近所の子供たちと遊んでいた時に、年上のお姉さんが捕まえて見せてくれたコカマキリが昆虫との初めての出会いだった。その不思議な形、鎌の裏にある変わった模様を見た時の衝撃と恍惚とした感情が現在でも昆虫を追い求める原動力となったことを複数の著書で述懐している[2] [4]。この経験以降、都会という環境で昆虫に出会える機会が少ないからこそそれぞれの虫に執着し、絵本よりも図鑑をめくるという子供時代を過ごすことになる。小学校時代は昆虫以外の植物を含むあらゆる生き物に興味を持ち、部屋中水槽や鳥籠だらけで、それらの世話で毎日遅刻しそうだったという[2]。その後、都内の中高一貫校に進学し、登山部に所属した[2]。登山部の合宿は昆虫をはじめ多様な生き物に触れるまたとない機会となった[4]。中高時代も引き続き生き物への興味は高かったが、高校時代は自然破壊に関心をもち、思想的な観点から解決できないかと考えて文学部哲学科を目指し文系クラスに在籍していた[2]。ちょうどその頃、東邦大学の長谷川博 博士（現東邦大学名誉教授）がアホウドリを絶滅の危機から救ったというニュースに感銘を受けて進路変更した[2]。そして東邦大学理学部に進学、在学時に環境調査のアルバイトをする中で分類学に興味をもち、当時千葉県立博物館の研究員だった直海俊一郎氏を紹介してもらったことで、ハネカクシの分類学的研究を始めた[2]。昆虫学者としての丸山はここから始まることになる。北海道大学農学研究科修士課程のときに指導教官の大原昌宏博士（現北海道大学博物館教授）から研究対象のヒゲブトハネカクシについて、なにか分類以外に面白いことはあるのかと問われ、これが契機となりアリと共生する好蟻性ハネカクシに方針転換した[2]。以降、アリやシロアリと共生する昆虫の分類や生態解明を主な専門分野としている。研究手法の開発や研究道具の工夫にも熱心で、丸山式FITや針刺しスライドなどを考案している[5]。これまでに主に調査・研究目的で渡航した国は20か国以上、名前をつけた昆虫は150種以上に及ぶ[6]。

- 研究の目的に多様性研究と並んで普及啓蒙を挙げるほど生き物の多様性の素晴らしさを伝えることに人一倍熱心であり、本の執筆や講演、展示を多数行なっている。メディア出演については「生き物の面白さを伝えることは、生き物好きの味方を増やすこと。味方が増えることで保全につながる」と語っている[7]。メディア出演の一環として、２０１６年８月からNHKラジオ第1放送の子ども科学電話相談に昆虫担当の回答者として出演している。穏やかな言葉遣いと的確で丁寧な解説には定評がある。２０１７年８月２８日に放送された当時４歳のあかりちゃんからの質問「だんごむしはなぜまうまう（丸まる）たいぷとまうまわない（丸まらない）たいぷがあるんですか？」のやりとりがあまりに微笑ましく、話題となった。以降自身のことを「まう山」と名乗ることがあり、定着した。

- 趣味は家庭菜園、ガガイモ亜科多肉植物の収集。日本有数のガガイモコレクションを有している[8]。読書家としても知られており、海外調査時の機内や待ち時間を利用して多数の本を読破している。様々な分野の本を読むが、特に宮部みゆきなどミステリーを好む[9]。また、好きな作家として永井荷風の名をあげることがあり、ブログタイトル「断蟲亭日乗」は永井荷風の『断腸亭日乗』をもじったものである[10]。食通で、ブログやTwitterでも食に関する話題がよく出てくる。中でも好きな食べ物は自ら釣ったアジのフライ（アジフライ）と述懐しており[7]、Twitterでもアジを絶賛している[11]。蕎麦も好物で[12]、ブログ内を「蕎麦」で検索すると多数の投稿が表示される[13]。上述したように膨大な仕事量をこなしつつ、睡眠時間を8時間は確保するように努めている[14]。

## 主要な論文
- Maruyama, M. 2006. Revision of the Palearctic species of the myrmecophilous genus Pella (Coleoptera, Staphylinidae, Aleocharinae). National Science Museum Monographs: 32. 207 pp.
- Maruyama, M., Steiner, F. M., Stauffer, C., Akino, T., Crozier, R. H. & Schlick-Steiner, B. C. 2008. A DNA and morphology based phylogenetic framework of the ant genus Lasius with hypotheses for the evolution of social parasitism and fungiculture. BMC Evolutionary Biology 2008, 8: 237.
- Maruyama, M., Matsumoto, T. & Itioka, T. 2011. Rove beetles (Coleoptera: Staphylinidae) associated with Aenictus laeviceps (Hymenoptera: Formicidae) in Sarawak, Malaysia: Strict host specificity, and first myrmecoid Aleocharini. Zootaxa, 3102: 1–26.
- Maruyama, M. & Parker, J., 2017. Deep-time convergence in rove beetle symbionts of army ants. Current Biology, 27: 920-926.

## 著作物

### 著書
- 『森と水辺の甲虫誌』（東海大学出版会、2006年9月1日）
- 『ツノゼミ　ありえない虫』（幻冬舎、2011年6月23日）
- 『アリの巣をめぐる冒険　未踏の調査地は足下に』（東海大学出版会、2012年9月1日）
- 『アリの巣の生きもの図鑑』（共著：小松貴、工藤誠也、島田拓、木野村恭一）（東海大学出版会、2013年3月1日）
- 『昆虫はすごい』（光文社、2014年8月7日）
- 『きらめく甲虫』（幻冬舎、2015年7月8日）
- 『アリの巣のお客さん』（写真：小松貴、島田拓）（あかね書房、2015年7月30日）
- 『アリのくらしに大接近』（写真：島田拓、小松貴）（あかね書房、2015年7月30日）
- 『昆虫はもっとすごい』（共著：養老孟司、中瀬悠太）（光文社、2015年8月18日）
- 『わくわく昆虫記 憧れの虫たち』（写真：山口進）（講談社、2016年8月26日）
- 『だから昆虫は面白い:くらべて際立つ多様性』（東京書籍、2016年8月27日）
- 『昆虫こわい』（幻冬舎、2017年7月28日）
- 『昆虫戯画びっくり雑学事典』（共著：じゅえき太郎）（大泉書店、2018年5月15日）
- 『とんでもない甲虫』（共著：福井敬貴）（幻冬舎、2019年7月11日）
- 『丸山宗利・じゅえき太郎の㊙昆虫手帳』（イラスト：じゅえき太郎）（実業之日本社、2019年7月11日）
- 『ふしぎないきもの　ツノゼミ』（共著：小松貴、知久寿焼）（あかね書房、2019年7月31日）

### 監修
- 『超絶! ムシムシバトル図鑑』（ナツメ社、2016年7月11日）
- 『へんてこ昆虫　ツノゼミ』（笠倉出版社、2016年7月14日）
- 『原色図鑑 世界の美しすぎる昆虫』（宝島社、2017年5月11日）
- 『昆虫の不思議』（宝島社、2017年7月6日）
- 『どっちが強い!? カブトムシvsクワガタムシ 昆虫王、決定戦』（KADOKAWA、2017年7月13日）
- 『どっちが強い!? カマキリvsサソリ 最強の暗殺者はだれだ!?』（KADOKAWA、2018年2月15日）
- 『MANGA謎解きハンターQ 新種昆虫を発見せよ!』（PHP研究所、2018年7月20日）
- 『どっちが強い!? ハチvsクモ 危険生物の必殺バトル』（KADOKAWA、2018年8月9日）
- 『ぼくらはみんな生きている! ヘンで奇妙な昆虫図鑑』（日本図書センター、2019年4月26日）

### 翻訳
- 『[超微細]美しい昆虫図鑑』（レヴォン=ビス著）（学研プラス、2018年7月17日）
- 『世界甲虫大図鑑』（パトリス ブシャー編集）（東京書籍、2016年5月26日）

### 雑誌など
- 丸山宗利，2019．斬新特集　魚部が感動する七人の侍すごい人列伝．ギョブマガジン「ぎょぶる」，第８号：26－29．

## メディア出演

### 現在の出演
- 夏休み子ども科学電話相談（NHKラジオ第1）

### 過去の出演
- 視点・論点「アリの社会に驚きあり」（2015年4月10日、NHK総合）
- 安住紳一郎の日曜天国（2015年8月9日、TBSラジオ）
- 情熱大陸（2015年10月4日、毎日放送）
- 荻上チキ Session-22（2017年8月2日、TBSラジオ）
- サトコノヘヤ（2018年7月29日、KBC九州朝日放送）
- ドォーモ ロンプク☆淳（2019年5月20日、KBC九州朝日放送）
- 月下虫音（LOVE FM）